# Heiteren
Heiteren je občina v departmaju Haut-Rhin francoske regije Alzacija.
Leta 1990 je v občini živelo 541 oseb oz. 24 oseb/km².